# فرديناند فون غرابوفسكي
فريدريش فيلهلم فيرديناند فون غرابوفسكي (10 مارس 1787 في برومبيرغ - 10 نوفمبر 1861 في بون) كان لواء بروسي وقائد حصن فيسل.

## الحياة

### الأصل
فرديناند كان ابن المستشار العسكري والعقاري في برومبيرغ يوهان كارل فون غرابوفسكي وزوجته إرنستين دوروثيا إليزابيث فون بيرخ.

### المسيرة العسكرية
تم تعيينه في الفرقة القتالية "فون بورك" في الجيش البروسي. تقدم في الرتب حتى نوفمبر 1803 حيث أصبح ملازمًا. خلال حرب التحالف الرابعة، أسر في معركة جينا وتم إعفاؤه من الخدمة العسكرية.
بعد معاهدة تيلسيت، تم تعيين غرابوفسكي في 20 يناير 1808 كنقيب مساعد في الفرقة القتالية وأمر بالخدمة في الحكم العام في بومرن. في 16 ديسمبر 1812 تم ترقيته إلى رائد أول وانضم إلى الفرقة الأولى للمشاة البوميرية. في 6 فبراير 1813، أصبح مساعدًا للجنرال فون بورستل. خلال حروب التحرير، أصيب غرابوفسكي في معركة دينيفيتز وتم تكريمه بوسام الصليب الحديدي من الدرجة الثانية. في 17 أغسطس 1813، تم ترقيته إلى كابتن الأركان. كما شارك في معارك غروسبيرن ولايبزيغ وليني وبيل أليانس، وكذلك في المواجهات في ديهليز وهويرسفيردا وتيسين وهوخستراتن ولير وسفيفيجيم، وشارك في حصار لاندريسي، فيليبفيل، روكروا وجيفيه.
في 5 فبراير 1815، تولى غرابوفسكي منصب كابتن ومساعد في الكور العسكرية الثانية. في 2 أكتوبر 1815، تم ترقيته إلى رتبة مايور بتاريخ 13 أكتوبر 1815 بناءً على تصرفه الشجاع في معركة ليني ونقله كمساعد للكور العسكرية المتحركة إلى فرنسا. في 10 ديسمبر 1816، حصل على وسام القديس جورج من الدرجة الرابعة. بعد الانسحاب من فرنسا، تم نقله في 3 فبراير 1817 للخدمة في الحرس الأمبراطوري النمساوي-الألماني للقائد فرانتز-جارد-غرينادير. في 18 يونيو 1817، تم تعيينه كقائد كتيبة. في 11 أكتوبر 1823، تم تعيين غرابوفسكي مديرًا لمدرسة الفرقة الثانية للحرس. في عام 1825، حصل على وسام الخدمة. في 30 مارس 1829، تم ترقيته إلى رتبة مقدم وتعيينه قائدًا لكتيبة حرس الرماة، وفي نفس العام حصل على وسام القديسة آنا من الدرجة الثانية. في 18 يناير 1830، تم قبوله في رتبة فرسان يوهانيتر، وفي 8 نوفمبر 1830 تم نقله كقائد للفرقة 37 (الفرقة الاحتياطية الخامسة). ثم تولى نفس المنصب في الفرقة 19 من 8 يونيو 1831 حتى 29 مارس 1838. في 30 مارس 1832، تم ترقيته إلى رتبة عميد بتاريخ 8 أبريل 1832. بعد ذلك، تم نقل غرابوفسكي كقائد للكتيبة الثالثة عشرة من الفرقة العاشرة إلى مونستر، وفي 6 أبريل 1838 تم إحالته إلى الفرقة 19. تم ترقيته إلى رتبة لواء في 30 مارس 1839 بتاريخ 6 أبريل 1839. في 25 مارس 1841، تم تعيينه كقائد لحصن فيسل وفي 31 مارس 1846 تم ترقيته إلى رتبة فريق أول. بمناسبة الاحتفال بذكرى خمسين سنة من خدمته، منحه الملك فريدريش ويلهلم الرابع في 30 نوفمبر 1850 وسام النسر الأحمر من الدرجة الأولى مع ورق البلوط. في 1 يوليو 1851، تقاعد غرابوفسكي وحصل على المعاش القانوني. توفي في 10 نوفمبر 1861 في بون ودفن هناك.

### العائلة
تزوج غرابوفسكي في 4 يونيو 1832 في فايسنفيلس من أجنيس أولزين (* 28 مايو 1811؛ † 22 فبراير 1896). لم ينجب الزوجان أطفالاً.